# Lüneburger Symphoniker
Die Lüneburger Symphoniker sind ein Orchester des Theater Lüneburg. Es spielt  bei Musiktheaterproduktionen und tritt als Konzertorchester in Lüneburg sowie in der Region auf. Das Orchester führt Sinfoniekonzerte sowie Sonderkonzerte auf und ist im Bereich des Crossover tätig.

## Beschreibung
Schwerpunkt der Lüneburger Symphoniker ist Klassische Musik. Zum Programm „edufantastisch“ gehören Projekte und Konzerte für verschiedene Altersklassen. Es besteht eine Zusammenarbeit mit der Musikschule in Lüneburg. Es werden Projekte mit Schulen und Kindergärten in der Stadt und im Landkreis Lüneburg. Sie umfassen unter anderem Besuche in Orchesterproben und gemeinsame, interaktive Konzerten. Es besteht eine Kooperation mit der Leuphana Universität Lüneburg und der HMTM Hannover.
Das Orchester widmet sich im Rahmen der Norddeutschen Kammerakademie der historischen Aufführungspraxis und erprobt in moderierten Konzerten den Einsatz alter Musikinstrumente. Gleichwertig zur Musik wird der gesellschaftliche Kontext der jeweiligen Epoche beleuchtet. Im Rahmen dieser Arbeit ist eine CD mit Mozart-Klavierkonzerten auf Hammerflügel mit dem Pianisten Gerrit Zitterbart in einer Kooperation mit dem NDR entstanden. Die Symphoniker gestalteten in Eigeninitiative sechs Kammerkonzerte.
Nach 2022 erhielten die Lüneburger Symphoniker zum zweiten Mal den Zuschlag und wurden bis 2023 durch die Initiative „Exzellente Orchesterlandschaft Deutschland“ des Bundes gefördert. Die Förderung ermöglichte unter anderem zahlreiche Konzerte im Rahmen der Reihe „StadtRaumKlang“ an ungewöhnlichen Orten.
Seit 2013 ist Thomas Dorsch Generalmusikdirektor des Theater Lüneburg. Zur Spielzeit 2024/25 tritt Gaudens Bieri seine Nachfolge an.

## Geschichte
Das Orchester wurde 1947 als Orchester des Theaters Lüneburg für die 1946 gegründete Lüneburger Bühne unter dem Rat der Stadt Lüneburg ins Leben gerufen. Es fungierte zunächst als Operettenorchester. In den 1960er Jahren nahm es die ersten (komischen) Opern in das Repertoire auf. Die erste abendfüllende Oper war in der Spielzeit 1962/63 „Die verkaufte Braut“ von Bedřich Smetana. In den folgenden Jahren entwickelte das Orchester eine eigenständige Konzerttätigkeit vor allem mit Jugendkonzerten, Matineen und später auch Neujahrskonzerten. Wegen seiner Konzerttätigkeit nannte es sich Ende der 1990er Jahre in „Lüneburger Sinfoniker“ um. Seit der Saison 2013/2014 heißt es „Lüneburger Symphoniker“.